# 7163 Barenboim
7163 Barenboim eller 1984 DB är en asteroid i huvudbältet som upptäcktes den 24 februari 1984 av de båda amerikanska astronomerna Eleanor F. Helin och R. Scott Dunbar vid Palomar-observatoriet. Den är uppkallad efter dirigenten och pianisten Daniel Barenboim.
Asteroiden har en diameter på ungefär 2 kilometer.